# Lonomaʻaikanaka
Lonomaʻaikanaka je bila havajska kraljica, nazvana po bogu Lonu.
Njezini su roditelji bili plemić Ahu-a-ʻI od Hila i njegova žena Piilaniwahine. Imala je sestru, Kapaihi-a-Ahu.
Udala se za kralja Keaweikekahialiʻiokamokua i rodila mu sina Kalaninuiamamaa.
Bila je baka princeze Alapaiwahine i kralja Kalaniʻōpuʻua te prabaka Kapiʻolani.